# فيسنتي ثيربانتس
فيسنتي ثيربانتس (بالإسبانية: Vicente Cervantes)‏ هو عالم نبات وصيدلي إسباني، ولد في 17 فبراير 1758 في Ledrada ‏ في إسبانيا، وتوفي في 26 يوليو 1829 في مدينة مكسيكو في المكسيك.